# Herrschaft Schramberg
La Herrschaft Schramberg était le territoire des ducs  (Reichsgrafen) von Bissingen – Nippenburg en Forêt Noire faisant partie de l'Autriche antérieure.

## Histoire territoriale
L’histoire de la Herrschaft Schramberg débute au XVe siècle.
En 1648 le territoire tombait dans les mains des ducs  (Reichsgrafen) von Bissingen – Nippenburg et devenait partie intégrante de l'Autriche antérieure. La Herrschaft Schramberg continuait d'appartenir à l'Autriche antérieure jusqu'en 1805.
Géographiquement la Herrschaft Schramberg comportait  les municipalités et territoires suivants :
- La ville de Schramberg
- le village de Schramberg-Sulgen(la Bergvorstadt Sulgen, aujourd’hui une partie de Schramberg)
- Tennenbronn
- Lauterbach (Forêt Noire)
- Mariazell aujourd’hui une partie de  Eschbronn
- Hardt (Forêt Noire)
- Aichhalden

Le centre politique de la Herrschaft Schramberg était la « Talstadt Schramberg et la forteresse Hohenschramberg.
La Herrschaft Schramberg est un toponyme (Begrifflichkeit) de la géographie historique allemande. La revue historique D’Kräz est considérée comme la mémoire de la Herrschaft Schramberg et de la Raumschaft Schramberg.